# Kézdi-Kovács Zsolt
Kézdi-Kovács Zsolt (Nagybecskerek, 1936. június 1. – 2014. szeptember 7.) Balázs Béla-díjas (1981) filmrendező, forgatókönyvíró.

## Életpályája
1947–1948 között a Piarista Gimnázium diákja volt. 1951–1955 között a zuglói I. István Gimnáziumban tanult. 1956–1960 között a Színház- és Filmművészeti Főiskola filmrendező szakos hallgatója volt Máriássy Félix osztályában. 1961–1964 között a Budapest Filmstúdió filmrendező-asszisztense volt. 1964–1989 között a Mafilm asszisztense (Jancsó Miklós, Fábri Zoltán, Fehér Imre), majd rendezője volt. 1975–1977 között a Balázs Béla Stúdió vezetőségi tagja volt. 1979-ben tagja volt a Cannes-i filmfesztivál zsűrijének. 1987–1989 között a Mafilm igazgatója volt. 1990-től szabadfoglalkozású filmrendező volt. 1990–2009 között az Eurimages magyar képviselője, 1995-től alelnöke volt. 1992–2001 között a Magyar Filmunió Kft. alapító-igazgatója volt. 1993–1995 között a Magyar Filmszemle igazgatójaként dolgozott. 2000–2001 között a Magyar Rendezők Céhe alelnöke, majd elnöke volt.
Híres felmenője Kézdi-Kovács László (1864–1942) festőművész volt. Felesége Elek Judit filmrendező, közös fiúk Berger László operatőr, producer.

## Munkássága
Már Ősz című rövidfilmjében (1961) kitűnt modern felfogású, hangulatteremtő ereje, míg az Egy gyávaság története (1966) című, képekben elbeszélt tömör novella figyelemreméltó játékfilmalkotói erényekről tett tanúságot. Első nagyfilmje, a Mérsékelt égöv (1970) Locarnóban aratott sikert.

## Filmjei

### Rendezőként
- Csutak és a szürke ló (1961) (forgatókönyvíró; Mándy Iván regénye alapján)
- Szabadságon (1961)
- Ősz (1961)
- Vásárcsarnok (1962)
- Egy gyávaság története (1966)
- Kamerával Kosztromában (1967)
- Szeretnék csákót csinálni! (1968)
- Mérsékelt égöv (1970) (forgatókönyvíró is)
- Romantika (1972)
- A locsolókocsi (1973) (forgatókönyvíró is)
- Ha megjön József (1975) (forgatókönyvíró is)
- A kedves szomszéd (1979) (forgatókönyvíró is)
- A remény joga (1981) (forgatókönyvíró is)
- Visszaesők (1982) (forgatókönyvíró is)
- A rejtőzködő (1985)
- Kiáltás és kiáltás (1987) (forgatókönyvíró is)
- És mégis (1991) (forgatókönyvíró is)
- Levél Erdélyből (1994)
- Találkoztam remek emberekkel (1999)
- Az a nap a miénk (2002) (forgatókönyvíró és színész is)
- Európából Európába (2004)

### Rendezőasszisztensként
- Így jöttem (1965)
- Harlakin és szerelmese (1966)
- Szegénylegények (1966)
- Nappali sötétség (1966)
- Csend és kiáltás (1967)
- Csillagosok, katonák (1968)
- Fényes szelek (1969)
- Sirokkó (1969)

## Díjai, kitüntetései
- a locarnói fesztivál különdíja (1970) Mérsékelt égöv
- a chicagói fesztivál Bronz Hugo-díja (1976)
- hyéres-i nagydíj (1977)
- Balázs Béla-díj (1981)
- a Magyar Filmszemle díja (1988)
- Francia Irodalom és Művészetek Rend tiszti fokozata (1992)
- kairói Ezüst Piramis-életműdíj (1996)
- A Magyar Köztársasági Érdemrend kiskeresztje (1998)
- Francia Nemzeti Érdemrend lovagi fokozata (1998)